# Willie Galick
Willie Galick, född 18 april 1987 i Nanaimo i British Columbia, är en kanadensisk basketspelare i Södertälje BBK.
Willie Galick gick på high school på Cedar Community School i Nanaimo, och spelade under sin collegetid för Pepperdine University 2005-2007 och California State University, Northridge 2007-2010, där han studerade kinesiologi innan han hösten 2010 kom till Södertälje Kings.
Den 207 cm långa Willie Galick var med om att vinna brons för Kanada vid U20-VM i Argentina 2005.